# Stonewall National Monument
Le Stonewall National Monument est un monument national américain situé dans West Village, à New York, désigné comme tel par le président des États-Unis Barack Obama le 24 juin 2016.

## Historique
La zone protégée de 3,1 ha comprend le Stonewall Inn, au no 53 Christopher Street, le centre d'accueil des visiteurs, au no 51, le parc Christopher de 770 m2 situé en face et les rues voisines, notamment Christopher Street, site des émeutes de Stonewall du 28 juin 1969, considérées comme le début du mouvement des droits LGBT aux États-Unis.
Le Stonewall National Monument est désigné comme le premier monument national dédié aux droits LGBT par le président des États-Unis Barack Obama le 24 juin 2016.
En 2025, les références transgenres du site web du Stonewall National Monument sont supprimées, à la suite du décret exécutif 14168 signé par Donald Trump, ainsi l’abréviation LGBTQ+ est réduite à LGB. Plusieurs personnalités et organisations LGBT critiquent cette décision considérant que c'est un effacement de l’histoire queer, notamment Vivian Jenna Wilson, fille d'Elon Musk, les organisateurs du monument et la National Parks Conservation Association,.